# 길소뜸
《길소뜸》은 송길한 각본, 임권택 감독의 1985년 한국 영화이다. 제35회 베를린 국제 영화제 경쟁부문 본선에 진출하였다.

## 줄거리
이산가족찾기가 한창인 1983년 여름. 화영은 남편의 권유로 아들을 찾으러 가던 중 회상에 젖는다. 광복과 함께 길소뜸으로 이사가 고아가 되고, 아버지의 친구 김병도씨와 함께 살던 중 김씨의 아들 동진과의 사랑 등. 화영은 우연히 여의도 만남의 광장에서 다른 여자와 결혼했음에도 화영을 기다리는 동진을 만나게 되고 두 사람은 6.25 전쟁 중 잃어버린 아들 석철을 떠올리며 함께 찾아나서기로 한다. 석철을 만나자마자 핏줄의 끌림에 아들임을 감지하나, 화영은 밑바닥 인생을 살아온 석철의 무례하고 뭔가 보상받기를 바라는 행동에 이질감을 느낀다. 석철의 흉터와 유전자 검사로 석철이 아들임이 거의 확실해지지만, 화영은 완전한 확증이 아니라면 믿지 못하겠다며 아들임을 거부하고 돌아선다. 동진은 화영의 비정함에 실망하며 화영이 형식적으로 건네준 명함을 쓰레기통에 버리고 역시 힘없이 돌아선다. 차를 타고 달리던 화영은 잠시 멈춰 서서 눈물을 흘리지만 다시 제 갈 길로 떠난다.

## 캐스팅
- 신성일 - 김동진 역
- 김지미 - 민화영 역
- 한지일 - 맹석철 역
- 이상아 - 민화영 아역
- 김지영 - 맹석철 아내 역
- 전무송 - 민화영 남편 역
- 오미연 - 김동진 아내 역
- 최불암 - 의사 역
- 김정석 - 김동진 아역
- 김기수
- 주상호
- 허기호 - 화영의 음악선생님 역

## 같이 보기
- 이산가족을 찾습니다